# Museo Diocesano de Jaca
El Museo Diocesano de Jaca, inaugurado el 22 de agosto de 1970, se encuentra situado en las estancias que rodean el claustro de la Catedral de Jaca (Aragón, España). Desde la década de 1960 se van descubriendo en varias parroquias de la diócesis pinturas murales medievales; estas obras románicas y góticas se convirtieron, por su interés y singularidad, en el núcleo expositivo. Tras su cierre en 2003 y una profunda reforma para aplicar el Plan Director de la Catedral de Jaca, fue reinaugurado el 9 de febrero de 2010. Su programa expositivo comprende arte religioso de la Diócesis de Jaca, desde el románico hasta la Edad Moderna. El núcleo del mismo es pintura mural románica y gótica de las iglesias de la diócesis.

## Descripción
La planta inferior ofrece un programa expositivo basado principalmente en la pintura románica y gótica, que se muestra en el refectorio y la sala dedicada a las pinturas románicas de la Iglesia de los Santos Julián y Basilisa en Bagües (Zaragoza). Las pinturas de Bagües, realizadas entre 1080 y 1096, son consideradas como una joya única del arte románico europeo. La planta superior está dedicada al gótico y a la Edad Moderna, destacando entre toda la colección el frontal gótico del altar de la iglesia del Monasterio de Santa María de Iguácel.

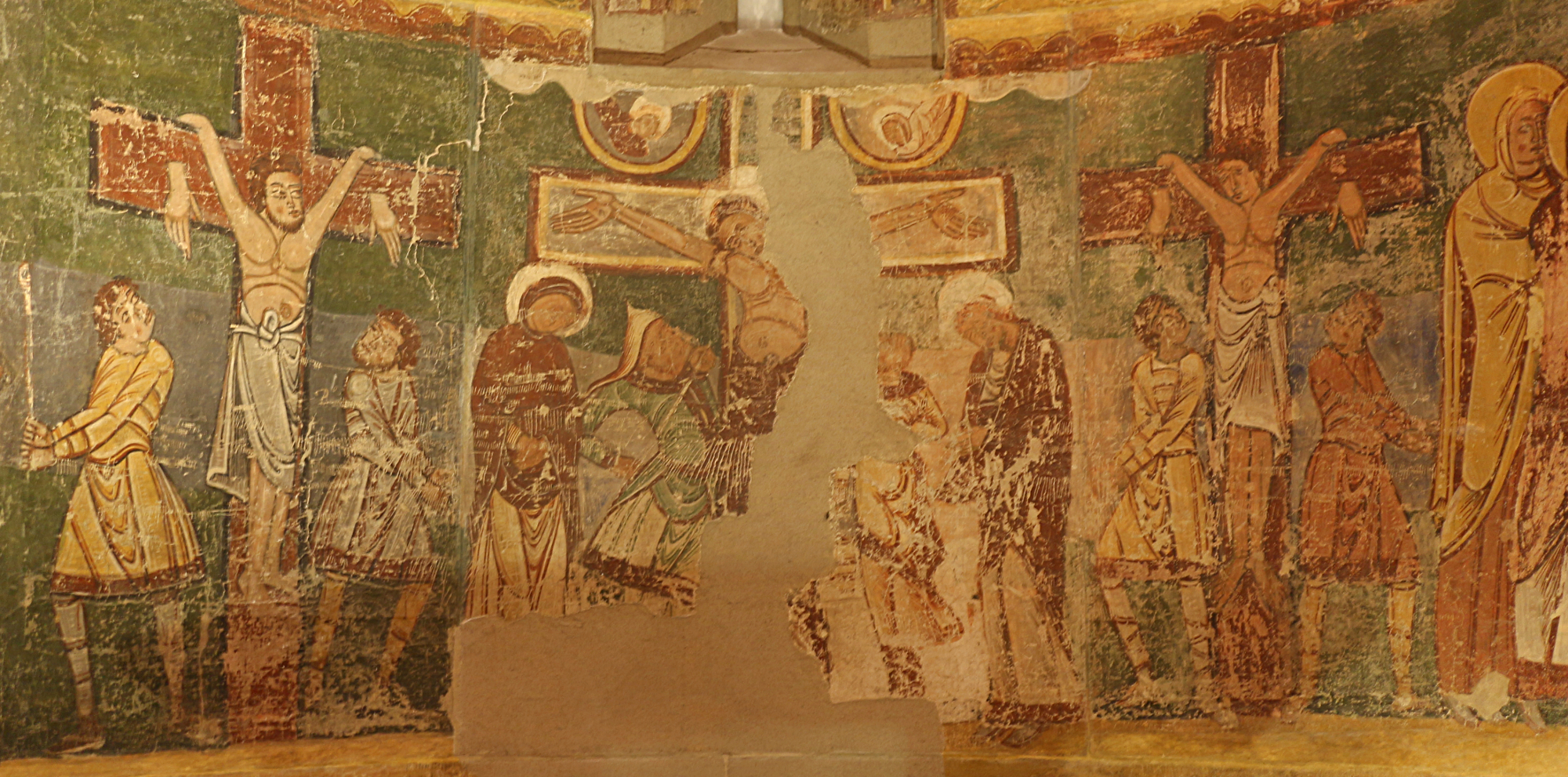
Escena de la Crucifixión, Iglesia de Bagües

En la planta baja se encuentran las salas correspondientes al claustro, torreta, refectorio, sala de Bagües, capillas claustrales y sala capitular, mientras que en la planta primera se localizan la sala del Secretum y, en la antigua biblioteca, la sala dedicada al gótico y a la Edad Moderna.
La tradición museística de la Diócesis de Jaca se remonta a 1934, cuando fue inaugurado el Museo Románico diocesano, en el antiguo Monasterio de Benedictinas con la exposición del sarcófago de Doña Sancha.